# Lenasia
Lenasia ist ein Stadtteil der Metropolgemeinde City of Johannesburg in Südafrika. Zur Zeit der Apartheid wurde er zur größten Siedlung Indischstämmiger in der Provinz Transvaal.

## Geographie
Die Townshipsiedlung Lenasia liegt rund 25 Kilometer südwestlich des Zentrums von Johannesburg. Südlich von Lenasia liegt der Stadtteil Lenasia South. 2011 hatte Lenasia 89.714 Einwohner, von denen sich rund 56 Prozent als „Indisch“ bzw. „Asiatisch“ und 40 Prozent als „Schwarze“ bezeichneten. Im Südzipfel des Gebiets liegt die Siedlung Anchorville. Wenige Kilometer südlich liegt Lenasia South, das einen eigenen sub-place bildet und 37.110 Einwohner aufwies. Nördlich trennt der Kliprivier Lenasia von Soweto.
Lenasia gehört zur Region G der City of Johannesburg, die den Süden der Metropolgemeinde bildet.

## Geschichte
Anfang der 1950er Jahre, nach Implementierung des Group Areas Act, wurden indischstämmige Südafrikaner aus zentrumsnäheren Stadtteilen vertrieben und im Bereich des heutigen Lenasia angesiedelt. Dies geschah gegen den Widerstand von Gruppen wie dem Transvaal Indian Congress. Wegen der großen Wohnungsnot nahmen viele Inder das Angebot jedoch an. Die von der Regierung unterstützte Transvaal Indian Organisation warb für einen Umzug nach Lenasia. Die ersten Bewohner wurden in den Kasernen untergebracht, den Lenz Military Barracks; später konnten Bewohner Grundstücke erwerben. 1955 entstand die Lenasia High School, die indischstämmige Schüler aus Schulen aufnahm, die ihre bisherigen Schulen in Johannesburg wegen der Apartheidgesetze verlassen mussten. Die Infrastruktur Lenasias war anfangs kaum entwickelt; so gab es kein Leitungswasser.
Lenasia wurde 1958 als Townshipsiedlung für indischstämmige Südafrikaner proklamiert, die aus zentrumsnäheren Stadtteilen wie Sophiatown, Pageview und Fordsburg zwangsumgesiedelt worden waren. In der Nähe lag die Lenz Military Base, benannt nach dem deutschstämmigen Grundbesitzer Lenz, dessen Name zusammen mit dem Wort Asia für Asien vermutlich den Namen des Stadtteils ergab; entsprechend wird der Ortsname ausgesprochen. Vor allem in den 1970er und 1980er Jahren wuchs Lenasia stark und erhielt schrittweise 13 extensions. In den 1970er Jahren war das Black Consciousness Movement auch in Lenasia populär, in den 1980er Jahren war der Stadtteil eine Hochburg der United Democratic Front. 1984 wurde Lenasia South ebenfalls für Indischstämmige gegründet. Im selben Jahr fanden landesweit erstmals Wahlen zum Drei-Kammer-Parlament statt, die in Lenasia von etwa 90 Prozent der Wahlberechtigten boykottiert wurden. Am 1. Oktober 1987 wurde das Büro der regierungsnahen, von Indern gebildeten National People’s Party bei einem Anschlag des Umkhonto we Sizwe zerstört.
Nach dem Ende der Apartheid entstand am Rand Lenasias die von Schwarzen bewohnte informelle Siedlung Thembelihle, die heute zu Lenasia gehört. Viele Einwanderer aus Indien, Bangladesch und vor allem Pakistan ließen sich in Lenasia nieder.
Zahlreiche Moscheen und hinduistische Tempel, aber auch Kirchen entstanden in Lenasia.
Zu den früheren Bewohnern zählen die Anti-Apartheid-Kämpfer Ahmed Kathrada, der nach seiner Freilassung nach langjähriger Haft im Jahr 1989 in der Willow Street lebte, und Laloo Chiba, der im Little Rivonia Trial verurteilt wurde. Lenasia ist Sitz der Stiftung Kathradas, der Ahmed Kathrada Foundation.

## Infrastruktur

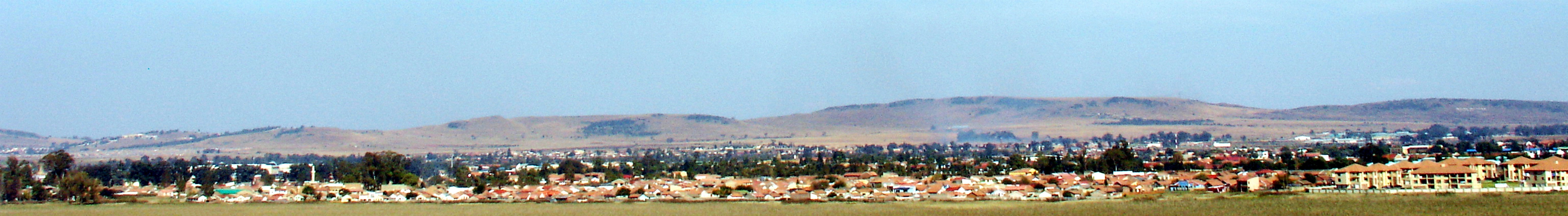
Lenasia von der N12 aus

Viele Geschäfte in Lenasia werden von Bewohnern Sowetos besucht, ebenso die Schulen Lenasias.
Die Tageszeitung Lenasia Times wird seit 1976 in Lenasia herausgegeben. Dort befindet sich auch die Rundfunkanstalten Lenz FM 93.6, Radio Islam und Eastwave FM, die auf UKW senden.
Nördlich von Lenasia verläuft die National Route 12 in Ost-West-Richtung, die National Route 1 passiert Lenasia östlich des Stadtteils in Nord-Süd-Richtung. Die Regionalstraßen R553, R554 und R558 verbinden Lenasia ebenfalls mit dem Fernstraßennetz. Der Motorway 10 führt in Nord-Süd-Richtung durch den Stadtteil. Die Metrorail Gauteng bedient mit Zügen der Relation Johannesburg Park Station–New Canada–Vereeniging die Stationen Lenz und Lawley, die am Westrand Lenasias liegen.

## Sonstiges
Auf dem 1994 erschienenen Album Talk der britischen Progressive-Rock-Band Yes kommt im Titel The Calling die Textzeile „From the Congo to Lenasia“ vor.
2001 erschien das indisch geprägte Lied A Night in Lenasia des südafrikanischen Musikers Deepak Ram.